# Оператор-постановщик

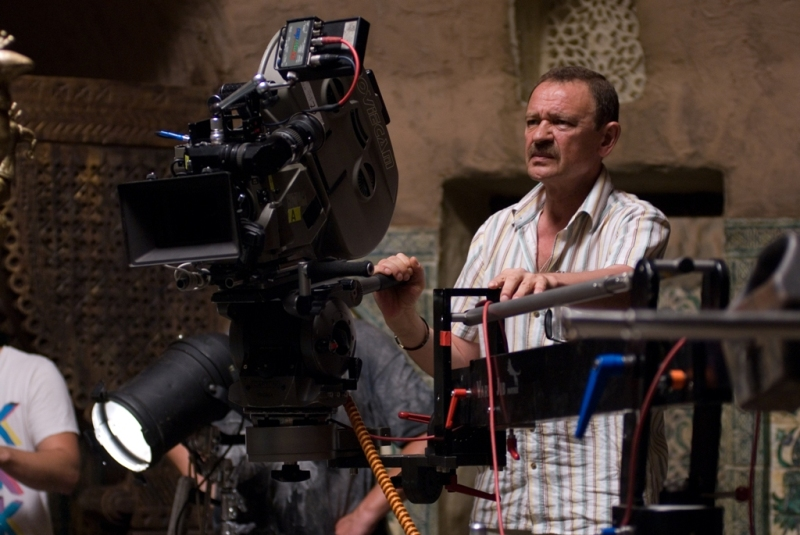
Оператор-постановщик Юрий Райский

Оператор-постановщик в художественном кинематографе — один из основных создателей фильма, непосредственно работающий над его изобразительным решением, руководитель операторской группы.

## Оператор-постановщик художественного фильма
Совместно с режиссёром-постановщиком оператор-постановщик определяет идейно-художественную направленность фильма, его изобразительную трактовку. Основное в творчестве оператора-постановщика — отбор и воплощение на экране наиболее выразительных композиционных, светотональных и колористических решений, точек съемки, ракурсов, оптической трактовки и освещения, способствующих максимально полной, глубокой передаче темы и идеи фильма.
При подготовке к съёмке и в работе над фильмом оператор-постановщик совместно с режиссёром-постановщиком и художником на основе литературного сценария и творческого замысла будущего фильма разрабатывает постановочный сценарий, изобразительную трактовку сцен и эпизодов фильма, портретные характеристики основных персонажей, принципы освещения, выбирает места натурных съёмок, утверждает эскизы декораций, костюмов. В процессе работы над фильмом оператор-постановщик руководит работой кинооператора, ассистента оператора, и других членов операторской группы. Определяет сцены, нуждающиеся в использовании вспомогательного операторского оборудования: операторских тележек, кранов, стэдикамов. Профсоюз кинооператоров США запрещает операторам-постановщикам самостоятельно управлять киносъёмочным аппаратом, предоставляя им исключительно творческие функции.
Ближайшим помощником и исполнителем творческих и технических заданий оператора-постановщика является кинооператор. Он также руководит работой ассистента оператора и другого технического персонала. По поручению оператора-постановщика кинооператор самостоятельно проводит съёмки в павильоне и на натуре. Оператор несёт ответственность за фотографическое качество изображения, расход киноплёнки и электроэнергии для операторского освещения. Комплектует необходимую съёмочную технику, проводит испытания аппаратуры, плёнки, светофильтров и другого операторского оборудования, наблюдает за качеством лабораторной обработки негатива и печатью контрольного позитива. Оператор-постановщик во время подготовки фильма к сдаче на двух плёнках руководит цветоустановкой.

## Другие виды кинематографа
В хроникально-документальном кино оператор-постановщик выступает в роли киножурналиста, не только производящего съёмку и определяющего изобразительное решение будущего фильма, но и отбирающего соответственно теме и идейно-художественному замыслу фильма наиболее существенные, типичные и выразительные для съёмки явления и факты действительности. Особой подготовки в области специальных видов съёмки требует работа оператора-постановщика научно-популярного и учебного кино, использующих киносъёмку как метод научной документации и исследования. В работе над хроникально-документальными и научно-популярными фильмами оператор-постановщик часто выполняет функции автора-оператора.